# Moderne Zeiten
Moderne Zeiten (tłum. Nowe Czasy) – piąty studyjny album niemieckiej grupy muzycznej Unheilig. Został wydany w roku 2006. Podobnie jak ich poprzedni album - Zelluloid - także Moderne Zeiten został wydany w dwóch wersjach: standardowej, z czternastoma utworami, oraz w limitowanej - z dwoma utworami bonusowymi.

## Lista utworów
1. "Das Uhrwerk" - 1:11
2. "Luftschiff" - 6:05
3. "Ich Will Alles" - 3:49
4. "Goldene Zeiten" - 4:18
5. "Helden" - 4:22
6. "Astronaut" - 4:18
7. "Phönix" - 3:37
8. "Lass Uns Liebe Machen" - 4:14
9. "Horizont" - 5:16
10. "Sonnenaufgang" - 4:14
11. "Gelobtes Land" - 4:44
12. "Menschenherz" - 4:52
13. "Sonnentag" - 3:03 (tylko w edycji limitowanej)
14. "Tag Für Sieger" - 5:25 (tylko w edycji limitowanej)
15. "Mein Stern" - 5:26
16. "Moderne Zeiten" 4:49